# Teresa Jado
Teresa Josefa Jado y Urbina  (20 tháng 10 năm 1819 - 1 tháng 5 năm 1910) là Đệ nhất phu nhân của Ecuador từ năm 1852 đến 1856 với tư cách là vợ của Tổng thống Jose María Urbina.

## Đầu đời
Teresa Jado được sinh ra tại thành phố Guayaquil vào ngày 20 tháng 10 năm 1819, bà là con gái của Manuel Mauro Jado Goenaga và María Josefa Urbina y Llaguno.

## Hôn nhân và con cái
Vào ngày 28 tháng 3 năm 1845, vài ngày sau cái chết của anh trai Francisco, bà đã gặp người chú của mình là Jose María Urbina, người cùng cha khác mẹ với mẹ Josefa. Cả hai có dấu hiệu tình cảm lẫn nhau và được hứa hẹn sẽ đến với nhau trong một cuộc hôn nhân trong tương lai, diễn ra tại giáo xứ El Sagrario ở Guayaquil bốn năm sau, vào ngày 14 tháng 1 năm 1849, khi chú rể 41 tuổi và cô 30 tuổi.
Hai vợ chồng có năm đứa con:
- María Mercedes Urbina y Jado (1850-1879), kết hôn với Antonio de Lapierre Cucalón vào năm 1874, không có con.
- María Ana de Jesús Rosa de las Mercedes Urbina y Jado (1856-1919), chết độc thân và không có con.
- José María de las Mercedes Manuel Adriano Urbina y Jado (1857-1900), chết độc thân và không có con.
- Francisco Urbina y Jado (1859-1926), có con
- Gabriel Antonio Urbina y Jado (1864-1895), có con [a] [4]

## Cuộc sống công cộng và lưu vong

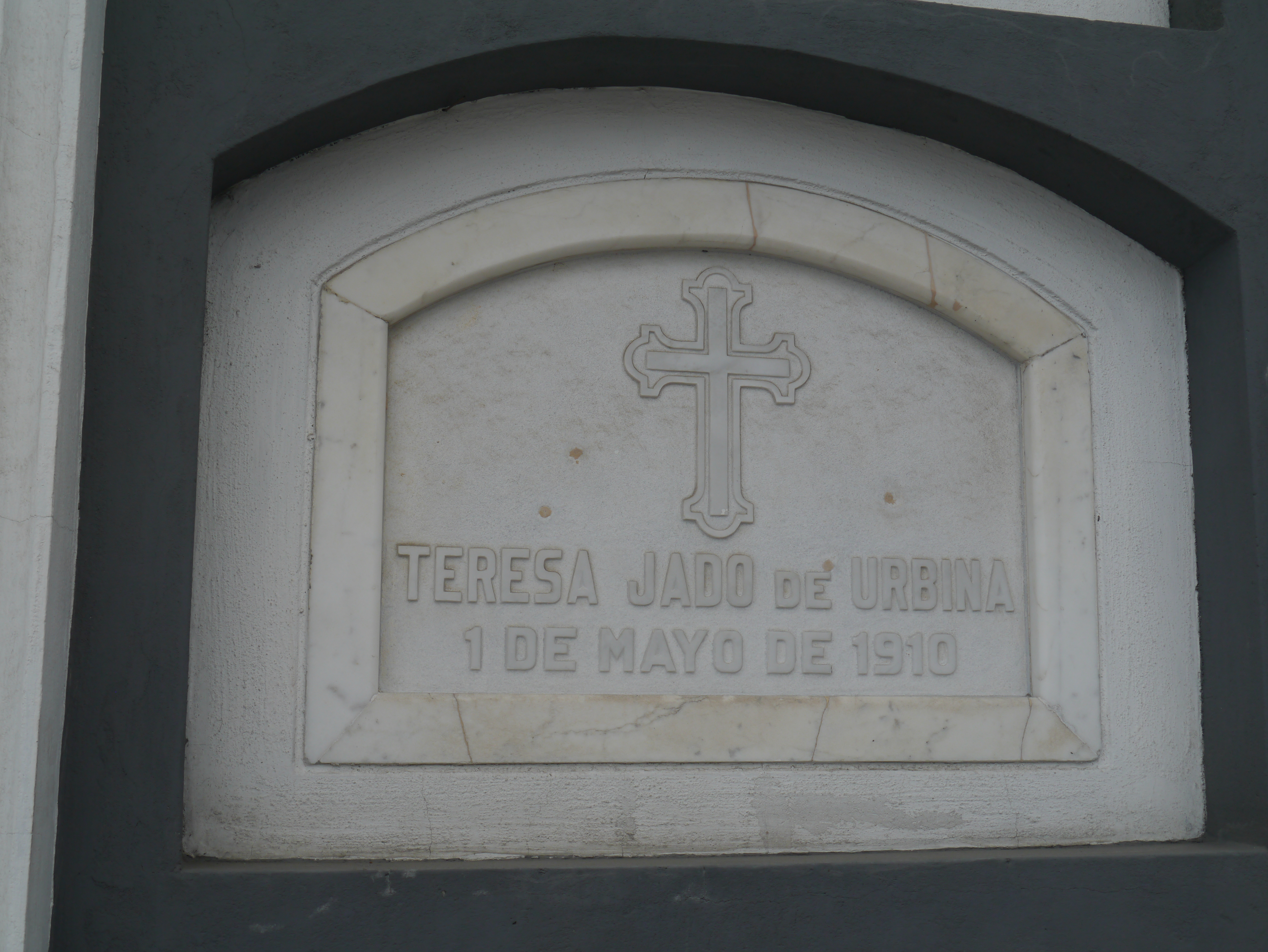
Lăng mộ của Teresa Jado trong Nghĩa trang chung của thành phố Guayaquil

Jado là một người Công giáo thực hành, đến để bảo vệ sự nghiệp của Dòng Tên, người bất ngờ đến thành phố Guayaquil khi họ bị trục xuất khỏi Cộng hòa Tân Granada vào năm 1851. Năm 1855, bà và chồng được chọn làm nhà tài trợ rửa tội cho Emilio Estrada Carmona, người vào năm 1911 cũng sẽ trở thành Tổng thống của Ecuador.
Vào tháng 3 năm 1864, Tổng thống Gabriel García Moreno đã ra lệnh cho Tướng Juan Jose Flores, lúc đó là Thống đốc Guayas, áp đặt cảnh lưu đày lên Teresa và bốn đứa con nhỏ của bà, những người không thể đến dự sau khi bà của bà qua đời chỉ hai mươi giờ trước. Gia đình chuyển đến Peru, nơi Tướng Urbina được cử làm Bộ trưởng Kinh doanh của Ecuador vào năm 1847 và sau đó vẫn phải sống lưu vong. Sau đó họ được đoàn tụ và định cư ở Paita cho đến năm 1867, khi họ chuyển đến El Callao.
Vào ngày 30 tháng 1 năm 1876, sau cái chết của García Moreno, gia đình đã có thể trở về Ecuador khi Tướng Urbina được gọi là một phần của Quốc hội lập hiến quốc gia, sau đó vận may của họ được cải thiện đáng kể. Trong các lễ hội độc lập vào tháng 10 năm 1881, Jado đã được công nhận bởi thành phố Guayaquil, cùng với Baltazara Calderón de Rocafuerte, Dolores R. de Grimaldo, champagne S. de Vélez, Zoila Dolores Caamaño và Bolivia Villamil de Ycaza, để làm từ thiện và thực hiện các công việc vì lợi ích của người nghèo và nghèo nhất.

## Tử vong
Teresa Jado qua đời vào ngày 1 tháng 5 năm 1910 tại Lima, Peru. Thi hài của bà được chuyển đến Ecuador và bà được chôn cất tại General Cemetery of Guayaquil, ở cùng một nơi với chồng, con và các thành viên khác trong gia đình.